# Innviertel

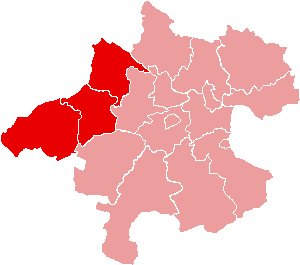
Mappa dell'Innviertel nello stato dell'Alta Austria

L'Innviertel (in tedesco letteralmente quarto dell'Inn) è una regione storica dell'Austria sulla riva destra del fiume Inn. Forma la parte occidentale dello stato dell'Alta Austria, al confine con la Baviera. L'Innviertel è uno dei quattro "quarti" dell'Alta Austria, insieme a Hausruckviertel, Mühlviertel e Traunviertel. Divenne austriaco nel 1779 a seguito del trattato di Teschen che mise fine alla guerra di successione bavarese, prima di allora apparteneva alla Baviera. 

## Geografia
La regione copre i distretti amministrativi di Schärding, Ried im Innkreis e Braunau am Inn. Tra i centri maggiori dell'Innviertel ci sono Braunau am Inn, Ried im Innkreis e Schärding così come Mattighofen ed Altheim.
Situato ai piedi delle colline prealpine, l'Innviertel copre circa 2250 km² di territorio in gran parte agricolo che comprende la pianeggiante valle dell'Inn e le colline a est della piana, ricche di granito e carbone.